# Thành Xương Giang
Thành Xương Giang là một thành cổ hiện chỉ còn lại phế tích tại tỉnh Bắc Giang, Việt Nam. Đây là thành được nhà Minh xây dựng vào đầu thế kỷ XV sau khi xâm chiếm Đại Ngu. Thành tồn tại đến năm 1427 thì bị nghĩa quân Lam Sơn hạ trong trận Xương Giang.

## Vị trí
Thành nằm bên Quốc lộ 1A cũ (nay có tên là đường Xương Giang) và đường sắt Hà Nội – Đồng Đăng. Trước kia thành thuộc địa phận xã Đông Nham (còn gọi là làng Thành), huyện Bảo Lộc, tổng Thọ Xương, phủ Lạng Giang; nay thuộc phường Xương Giang ở phía đông bắc thành phố Bắc Giang.

## Lịch sử
Theo các sử liệu, sau khi chiếm được Đại Ngu vào năm 1407, nhà Minh lập các sở vệ và cho xây đắp các thành lũy ở các nơi xung yếu để phòng thủ. Thành Xương Giang cũng được xây dựng trong khoảng thời gian này, khi nhà Minh thành lập Xương Giang vệ. Đây là trị sở của phủ Lạng Giang và là thành lũy kiên cố nhất của quân Minh án ngữ đường liên lạc từ Đông Quan (Hà Nội) đến biên giới. Tòa thành có quy mô khá lớn, được xây dựng trên một khu đất cao ráo gần sông Thương.
Thành Xương Giang có hình chữ nhật, chiều dài theo hướng đông tây khoảng 600 m, chiều rộng theo hướng bắc nam khoảng 450 m. Diện tích của thành khoảng 27 ha, tương đương 70 mẫu Bắc Bộ. Tường thành đắp bằng đất cao và dày, bốn góc đắp bốn pháo đài cao hơn mặt thành khoảng 4 m, phía ngoài thành có hào sâu bao bọc. Trong thành phân chia thành từng khu vực: sở chỉ huy, doanh trại, nhà giam, kho lương thực. Tại đây có khoảng 2.000 quân Minh dưới sự điều hành của đô chỉ huy Lý Nhậm, tri phủ Lưu Tử Phụ, và các tướng Kim Dận, Cố Phúc, Phùng Chí, Lưu Thuận. Sở chỉ huy được đặt trên một khu đất cao ở khoảng giữa thành.
Đây cũng là tòa thành trên đường tiếp viện của quân Minh đến Đông Quan mà nghĩa quân Lam Sơn mất nhiều thời gian nhất để đánh hạ, trong khi các thành khác trên tuyến như Điêu Diêu, Thị Cầu đã lần lượt đầu hàng. Ngày 28 tháng 9 năm 1427 (mồng 8 tháng 9 năm Đinh Mùi), nghĩa quân Lam Sơn mới hạ được thành sau nhiều tháng vây hãm. Sau khi nước Đại Việt giành lại được độc lập, trị sở của phủ Lạng Giang tiếp tục đặt tại thành Xương Giang vào thời Lê–Mạc trước khi được chuyển về địa phận xã Châu Triền, huyện Phượng Nhãn vào thời Nguyễn.

## Vết tích
Sau nhiều thế kỷ, các công trình tại thành đã bị phá hủy phần lớn. Tuy nhiên chân thành phía đông bắc vẫn còn rộng đến 25 m, mặt thành còn lại có chỗ rộng đến 20 m và cao hơn mặt ruộng tới 4 m, riêng bờ thành phía tây hầu như bị san lấp hoàn toàn. Dãy hào bao bọc quanh thành hiện mặc dù đã bị san lấp làm ruộng gần hết nhưng dấu vết còn lại vẫn rộng đến 15 m và sâu đến 1 m. Thành gồm bốn cửa trông theo 4 hướng, trong đó cửa chính trông về hướng tây nhưng nay chỉ còn lại của phía đông. Ở mỗi cửa có một ruộng tròn, rộng tới hơn 1 sào, sâu đến ngang vai, dân vẫn gọi là "đấu đong quân". Đường thoát nước của thành chảy qua cửa phía nam và cửa phía tây.
Trong khu nội thành hiện nay vẫn còn lại nhiều gò đất cao thấp khác nhau, nổi bật trong số đó là khu "đồi quân Ngô" nằm hơi chếch về phía đông bắc với chu vi khoảng 30 m thuộc đất của làng Hà Vị được chia sau khi giải phóng thành. Các kho lương thực, vũ khí, trại quân được xây dựng quanh khu này, sát bờ thành phía bắc. Quá trình canh tác, người dân đào được nhiều thóc gạo cháy đen, chân đá tảng lớn, đạn đá các loại với nhiều kích thước, đường kính 3–12 cm. Các hiện vật đang được bảo tàng địa phương lưu giữ. Đạn đá được tìm thấy nhiều nhất ở góc đông bắc và tây bắc thành, lẫn trong đám than tro ngay cạnh chân thành. Bên cạnh đó còn phát hiện nhiều hòn kê chân cột cũng bằng đá, cụ thể là bằng đá muối hoặc đá vôi, xếp thành hàng lối với nhiều loại to nhỏ khác nhau. Ngoài ra, trong thành còn khá nhiều hiện vật bằng đất nung như gạch, ngói, sành, sứ thuộc thời Lý, Trần, Lê.
Sở Văn hóa, Thể thao và Du lịch tỉnh Bắc Giang đã phối hợp với Viện Khảo cổ học tổ chức hai đợt khai quật khảo cổ tại thành Xương Giang vào các năm 2008 và 2011–2012. Riêng trong đợt khai quật năm 2012, các nhà khảo cổ còn thu được xương động vật.

## Khu di tích
Ngày 22 tháng 1 năm 2009, Bộ Văn hóa, Thể thao và Du lịch ban hành Quyết định số 293/QĐ-BVHTTDL công nhận di tích lịch sử Địa điểm Chiến thắng Xương Giang tại thành Xương Giang (gồm các điểm: cửa Đông Bắc, cửa Đông, cửa Bắc, cửa Tây Nam, cửa Nam, khu trung tâm, dấu vết tường thành phía Đông, đoạn sông Xương Giang, hố khai quật số 2, hố khai quật số 3, giếng phủ, đền Thành) là di tích cấp quốc gia.
Ngày 21 tháng 5 năm 2015, Bộ Văn hóa, Thể thao và Du lịch có văn bản số 2002/BVHTTDL-DSVH thỏa thuận điều chỉnh dự án bảo tồn, tôn tạo và phát huy giá trị di tích chiến thắng Xương Giang bao gồm các hạng mục: xây dựng đền thờ anh hùng nghĩa sĩ Xương Giang, nghi môn, bình phong, tả vu, hữu vu, lầu chuông, lầu trống, am hóa sớ, nhà thủ từ...; tôn tạo sân vườn, hồ nước và hạ tầng kỹ thuật. Đền Xương Giang được khánh thành vào ngày 2 tháng 2 năm 2017.
Ngày 31 tháng 12 năm 2019, di tích lịch sử Địa điểm Chiến thắng Xương Giang được xếp hạng di tích quốc gia đặc biệt theo Quyết định số 1954/QĐ-TTg của Thủ tướng Chính phủ.